# أليوت واربورتون
أليوت واربورتون (بالإنجليزية: Elliot Warburton)‏ (1810 في جمهورية أيرلندا - 4 يناير 1852 في المحيط الأطلسي)؛ كاتب وروائي بريطاني.